# William de Mandeville, tercer conde de Essex
No confundir con Guillermo de Mandeville, condestable de la Torre de Londres.
William de Mandeville, tercer conde de Essex (m.el 14 de noviembre de 1189) fue un consejero de Enrique II y Ricardo I de Inglaterra .
William era el segundo hijo de Geoffrey de Mandeville, I conde de Essex y Rohese de Vere. Después de la muerte de su padre durante una rebelión (1144), William creció en la corte del Conde de Flandes. A la muerte de su hermano mayor Geoffrey a finales de 1166, regresó a Inglaterra y se convirtió en conde de Essex, pasando mucho tiempo en la corte de Enrique II y manteniéndose leal al rey durante la revuelta de 1173-1174.
En 1177, Guillermo se convirtió en cruzado, en compañía del conde Felipe de Flandes. Felipe intentó intervenir en la política del Reino de Jerusalén pero fue rechazado y los dos lucharon por el Principado de Antioquía en el asedio de Harim. Guillermo regresó a Inglaterra en el otoño de 1178.
En 1180, William se casó con Hawise, hija y heredera de William de Aumale, importante señor de Yorkshire, que había muerto el año anterior. William obtuvo la posesión de sus tierras, tanto en Normandía como en Inglaterra, junto con el título de Conde de Aumale (o Conde de Albemarle, como a veces se le llama).
Guillermo luchó en las guerras contra los franceses hacia el final del reinado de Enrique II y estuvo junto a él en su lecho de muerte en 1189. Llevó la corona en la coronación de Ricardo I y disfrutó del favor del nuevo rey, que lo nombró uno de los dos principales jueces de Inglaterra. Sin embargo, William murió en Rouen unos meses más tarde en una misión a Normandía, sin descendencia legítima. Fue enterrado en la abadía de Mortemar en Normandía, fundada por sus antepasados Mandeville. Fue sucedido como juez por su colega juez Hugh de Puiset y el obispo de Ely, William Longchamp .
La heredera de los vastos dominios de los Mandeville fue su anciana tía Beatrice de Say, que renunció a la herencia en favor de su segundo hijo, Geoffrey de Saye. Geoffrey se comprometió a pagar un importe ingente para liberar  la herencia de Mandeville, pero rápidamente cayó en mora. Ante esa situación, Geoffrey Fitz Peter, el marido de la nieta de Beatrice, también llamada Beatrice de Say, utilizó su posición en la corte para favorecer la posición de su esposa, como hija mayor de William de Say, hermano mayor pero fallecido de Geoffrey. El rey otorgó las propiedades de Mandeville y, finalmente, el condado de Essex a Geoffrey Fitz Peter por derecho de su esposa.